# Furina (enzima)
La furina è un enzima appartenente alla classe delle idrolasi che catalizza il rilascio di proteine mature a partire da precursori attraverso il taglio di legami -Arg-Xaa-Yaa-Arg┼ (Xaa può essere un qualsiasi amminoacido e Yaa arginina o lisina). Tra le proteine mature rilasciate dalla furina figurano l'albumina, il componente del complemento C3 ed il fattore di von Willebrand.
La furina appartiene alla famiglia di peptidasi S8 (famiglia della subtilisina) ed è strutturalmente e funzionalmente simile alla kexina. Si tratta di enzimi attivati da ioni Ca2+, contenenti cisteina nei pressi dell'istidina attiva ed inibiti da p-mercuriobenzoato. Nei mammiferi sono stati identificati tre enzimi correlati alla furina: PC2, PC3 e PC4.